# Osman Emin Ahmed Pascià
Osman Emin Ahmed Pascià (Istanbul, 1858 – Kii-Ōshima, 16 settembre 1890) è stato un ammiraglio ottomano, che su ordine dell Sultano Abdul Hamid II comandò la fregata Ertuğrul durante una visita ufficiale in Giappone al fine di rendere omaggio all'imperatore Meiji. Durante il viaggio di ritorno la nave incappò in un tifone che ne causò il successivo affondamento con la morte di ben 530 tra marinai e civili, uno dei più grandi disastri che abbiano coinvolto una nave della marina ottomana.

## Biografia

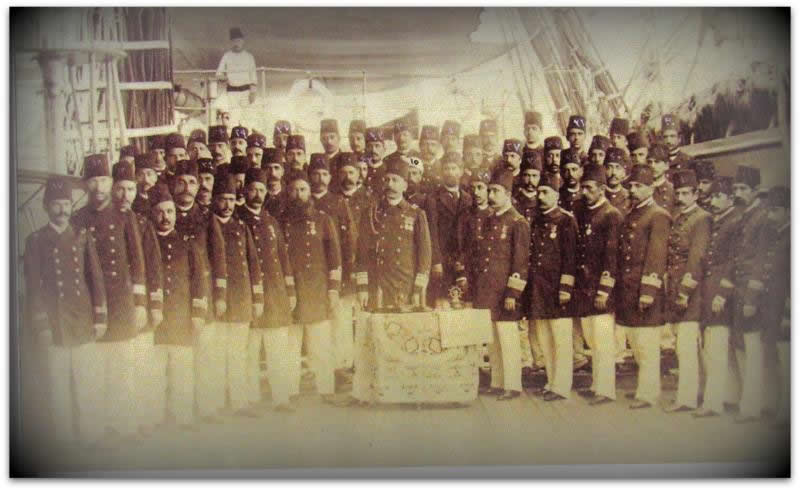
L'equipaggio della Ertuğrul con al centro il contrammiraglio Osman Emin Ahmed Pascià.

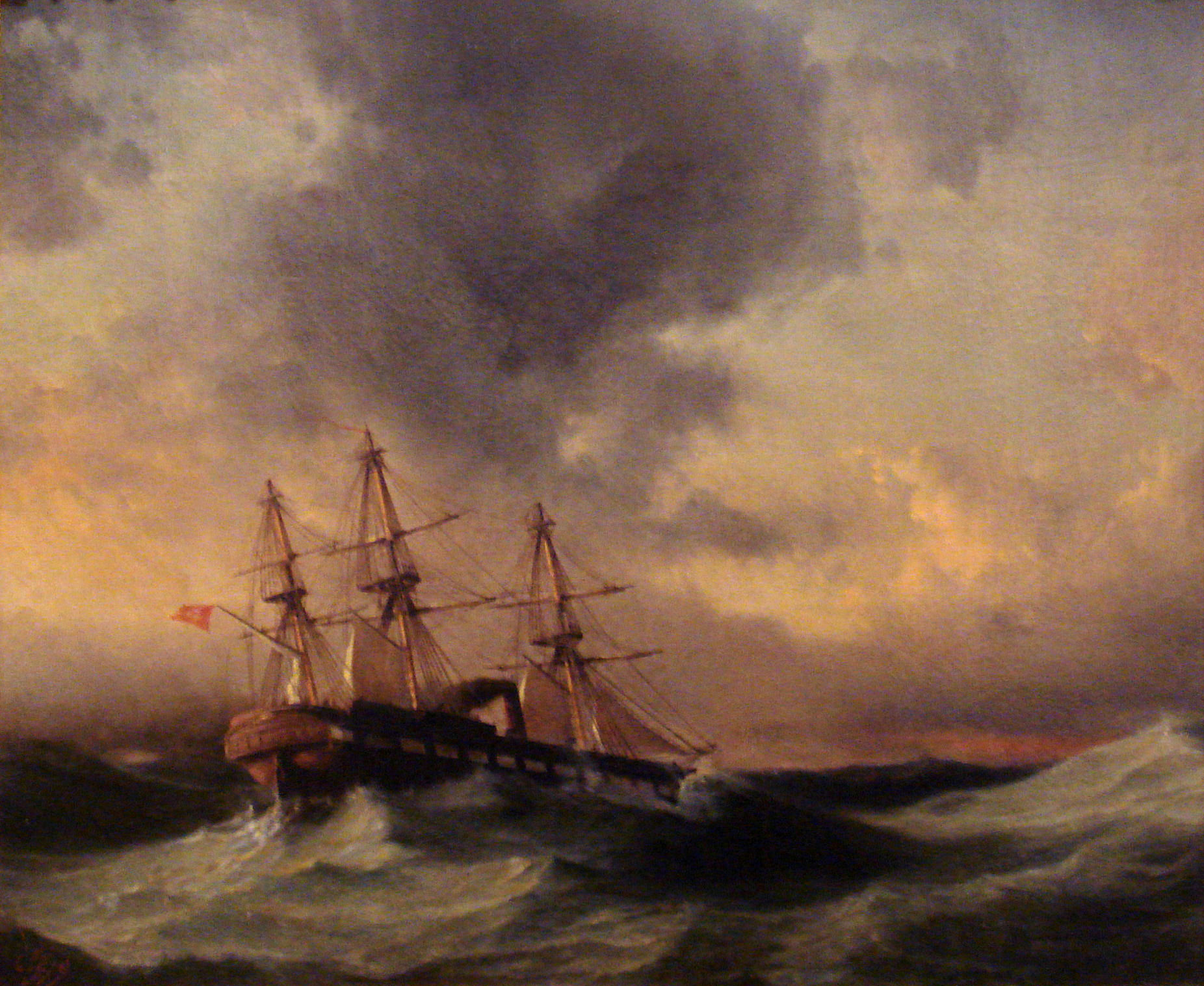
La fregata Ertuğrul in navigazione in mare aperto durante il tifone che poi causò il suo affondamento. Un dipinto a olio di Osman Nuri Pascià.

Nacque a Istanbul nel 1858, figlio di Ahmet Bey, ufficiale di marina, e nipote del patrona Osman Pascià. Nel 1870, all'età di 12 anni, entrò nella Scuola navale brevettandosi al secondo posto della sua classe e divenendo guardiamarina a bordo del Resmo nel 1877. Promosso sottotenente di vascello, nel 1879 salpò per Bassora agli ordini di suo padre, il capitano Ahmet Bey, prima di divenire ufficiale di artiglieria sulla fregata corazzata Osmaniye nel 1880, e poi ricoprire l'incarico di istruttore sulla nave scuola Hüdavendigar il 31 luglio 1882. Con il grado di tenente di vascello il 10 settembre 1883 fu inviato a Parigi in qualità di addetto navale, e nel 1884, promosso tenente capitano,  divenne console a Nikolaev, dove si trovava il comando della Flotta del Mar Nero russa. Promosso tenente di vascello il 3 agosto 1885, in quell'anno sposò la figlia del Ministro della Marina Bozcaadalı Hasan Hüsnü Pascià, cosa che accelerò la sua carriera. Nel settembre dello stesso anno fu promosso capitano di corvetta, nel 1887 divenne Aiutante di campo del Sultano Abdul Hamid II, e nel settembre 1889 fu promosso miralay.
Dopo che una nave da guerra giapponese aveva visitato Istanbul nel corso del 1887, due anni dopo egli ricevette l'incarico di ricambiare la visita effettuando un viaggio in Giappone a bordo ritorno della fregata Ertuğrul al fine di consegnare i doni del sultano ottomano all'imperatore Meiji. La fregata a vela, che era stata costruita nel 1863, era stata convertita in una nave da addestramento.
Salpata il 14 luglio 1889 attraverso Porto Said, Suez, Aden, Bombay e Colombo la Ertuğrul raggiunse per la prima volta Singapore, dove nel novembre 1889 egli ricevette la notizia della sua promozione al rango di contrammiraglio (Mirliva). Dopo aver aspettato un miglioramento delle condizioni meteorologiche la Ertuğrul arrivò a Yokohama, in Giappone, nel giugno 1890. Lì parte dell'equipaggio fu colpita dalla peste che causò la morte di 12 membri dell'equipaggio, ma la visita ebbe un ottimo successo politico.
La Ertuğrul avrebbe dovuto ritornare in Patria via Osaka, Nagasaki, Shanghai e Calcutta nel settembre 1890. Tuttavia, solo un giorno dopo aver lasciato Yokohama, la nave incontrò tifone, che l'equipaggio non riuscì ad affrontare. Nel tentativo di ritornare indietro la fregata speronò una barriera corallina e affondò al largo dell'isola giapponese di Kii-Ōshima nella notte tra il 15 e il 16 settembre 1890. Nel naufragio perirono 530 tra marinai e civili, tra cui il contrammiraglio Osman Emin Ahmed Pascià. Vennero recuperati i corpi di circa 260 di loro, ma quello del contrammiraglio non era tra di essi. I 69 sopravvissuti furono portati a Istanbul da due navi da guerra giapponesi nel gennaio 1891. In memoria dei caduti il governo ottomano fece erigere un monumento commemorativo sull'isola.

### Fonti
1. 1 2 3  History of the Turkish frigate Ertuğrul 1965, p. 2.
2. 1 2 3 4 5 6 7 8  History of the Turkish frigate Ertuğrul 1965, p. 3.
3. 1 2  History of the Turkish frigate Ertuğrul 1965, p. 4.
4. ↑  History of the Turkish frigate Ertuğrul 1965, p. 5.
5. ↑  History of the Turkish frigate Ertuğrul 1965, p. 7.
6. ↑  History of the Turkish frigate Ertuğrul 1965, p. 9.
7. 1 2  History of the Turkish frigate Ertuğrul 1965, p. 13.
8. 1 2  History of the Turkish frigate Ertuğrul 1965, p. 14.